# 黑河 (四川)
黑河，是黄河上游重要支流之一，发源于四川省红原县和松潘县交界处的岷山山脉西侧，向北流经松潘草地后，在甘肃省玛曲县东南注入黄河，全长456公里，流域面积7608平方公里。